# Цзиньсянь
Цзинься́нь (кит. упр. 进贤, пиньинь Jìnxián) — уезд городского округа Наньчан провинции Цзянси (КНР).

## История
Уезд Цзиньсянь был выделен во времена империи Сун в 1103 году из уезда Наньчан; он был назван по посёлку Цзиньсянь, в котором разместились уездные власти.
После образования КНР был создан Специальный район Наньчан (南昌专区) и уезд вошёл в его состав. 28 февраля 1958 года уезд был передан в состав Специального района Фучжоу (抚州专区). В 1960 году уезд перешёл в состав Специального района Ичунь (宜春专区), но в 1968 году вновь вернулся в состав Специального района Фучжоу, который в 1970 году был переименован в Округ Фучжоу (抚州地区).
Постановлением Госсовета КНР от 27 июля 1983 года уезд Цзиньсянь был передан из состава округа Фучжоу под юрисдикцию властей Наньчана.

## Административное деление
Уезд делится на 9 посёлков и 12 волости.